# Лентини, Франческо
Франческо (Фрэнк) Лентини (18 мая 1889, Розолини, Сицилия, Италия — 22 сентября 1966, Джэксонвилл, Флорида, США) — человек, родившийся с тремя ногами.

## Биография
Франческо был двенадцатым ребёнком в семье. Однако, он отличался от остальных детей тем, что родился с близнецом-паразитом. Его брат сформировался не до конца и оказался сросшимся с его позвоночником. В результате у Лентини было 3 полноценные ноги разной длины, два набора половых органов, одна рудиментарная нога, отходящая от колена третьей ноги и шестнадцать пальцев на ногах.
Врачи отказались проводить операцию по разделению близнецов, опасаясь, что из-за вмешательства в его позвоночник мальчик может стать парализованным.
Родители отказались от Франческо. Некоторое время он жил у тёти, которая вскоре отдала его в приют для детей-инвалидов. До этого времени Франческо ненавидел свои лишние органы. Однако в приюте он увидел детей, у многих из которых недоставало некоторых органов. Увиденное позволило ему иначе взглянуть на своё тело. Он научился играть в футбол, прыгать со скакалкой, ездить на велосипеде, кататься на коньках и орудовать мечом.

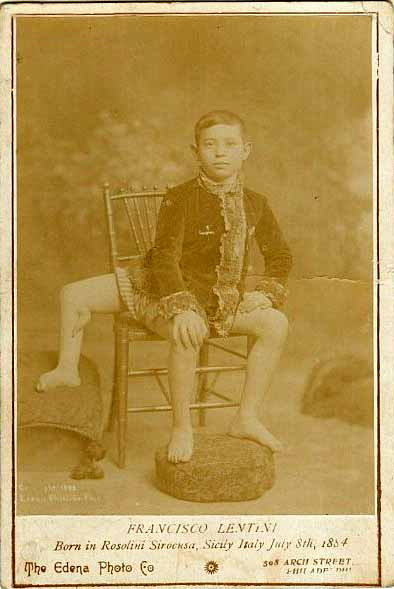
Франческо примерно в 1900 году

В возрасте 8 лет вместе со многими другими сицилийцами эмигрировал в США. Там он вырос и устроился в цирк. Вскоре он стал знаменит. Особой популярностью пользовался номер с набиванием футбольного мяча третьей ногой. Когда Франческо шёл на двух ногах, а третьей одновременно бил по мячу, публика приходила в восторг. Впрочем, с возрастом факт физической аномалии отошёл на второй план. Публика приходила смотреть на «уродца», а видела весьма проворного молодого человека с прекрасным чувством юмора, преисполненного благородства и мудрости. Он был прекрасным собеседником.
Обаятельный юноша не остался одинок, он женился на Терезе Мюррей, с которой они вырастили четырёх здоровых детей. В возрасте 30 лет он получил американское гражданство.
Фрэнк Лентини продолжал выступления в цирках до самой смерти. В том числе таких знаменитых, как «Барнум и Бейли», «Кони-Айленд» и «Шоу Буффало Билла». Он пользовался огромным уважением среди коллег, которые за глаза называли его не иначе как «король».